# Grania sperantia
Grania sperantia is een ringworm uit de familie van de Enchytraeidae. De wetenschappelijke naam van de soort is voor het eerst geldig gepubliceerd in 2007 door Rota, Wang & Erséus.